# Gottfried Ziegler
Gottfried Ziegler (* 1. April 1840 in Biberach an der Riß; † 15. Oktober 1922 in Düsseldorf) war ein deutscher Kaufmann und Industrie-Manager, der von 1904 bis 1909 als Vorstandsvorsitzender der Gutehoffnungshütte (GHH) wirkte.

## Leben
Ziegler wurde 1873 als kaufmännischer Direktor in den Vorstand der GHH berufen, um die finanziellen Schwierigkeiten zu bewältigen, in die das Unternehmen nach dem Gründerkrach geraten war. Zuvor hatte er bereits beim Berg- und Hütten-Aktien-Verein „Neu-Schottland“ in (Essen-)Horst sowie bei der Berliner AG für Eisengießerei und Maschinenfabrikation vorm. J. C. Freund & Co. in leitender Funktion gearbeitet.
Nach der Pensionierung der Vorstandschefs Carl Lueg und Hugo Jacobi übernahm Ziegler 1904 selbst den Vorstandsvorsitz der GHH. Sein Nachfolger wurde 1909 Paul Reusch.
Neben seiner beruflichen Tätigkeit wirkte Ziegler in Oberhausen ab 1877 als Stadtverordneter sowie ab 1888 als Stadtrat.

## Auszeichnungen
- Geheimer Kommerzienrat
- Ehrenbürgerwürde der Stadt Oberhausen (1893)